# Manzanola
Manzanola is een plaats (town) in de Amerikaanse staat Colorado, en valt bestuurlijk gezien onder Otero County.

## Demografie
Bij de volkstelling in 2000 werd het aantal inwoners vastgesteld op 525.
In 2006 is het aantal inwoners door het United States Census Bureau geschat op 494, een daling van 31 (-5,9%).

## Geografie
Volgens het United States Census Bureau beslaat de plaats een oppervlakte van
0,7 km², geheel bestaande uit land. Manzanola ligt op ongeveer 1291 m boven zeeniveau.

## Plaatsen in de nabije omgeving
De onderstaande figuur toont nabijgelegen plaatsen in een straal van 24 km rond Manzanola.